# Liste von Persönlichkeiten aus Olivone
Diese Liste enthält in Olivone geborene Persönlichkeiten und solche, die in Olivone ihren Wirkungskreis hatten, ohne dort geboren zu sein. Die Liste erhebt keinen Anspruch auf Vollständigkeit.

## Persönlichkeiten
(Sortierung nach Geburtsjahr)
- Familie Solari. [1]
  - Pietro Solari (* um 1190 in Olivone; † nach 1225 ebenda), Notar, erstes bekanntes Mitglied dieser Familie[1]
  - Guidino Solari (* um 1375 in Olivone; † nach 1425 ebenda), Richter des Bleniotales[1]
  - Isidoro Solari (* 10. Mai 1883 in Olivone; † 14. Mai 1926 ebenda), Maler, Zeichner macht seine Ausbildung an der Accademia di Belle Arti di Brera in Mailand[2]

- Finibertus Ferrari (* um 1250 in Scona, Ortschaft von Olivone; † nach 1293), er war einer der Anführer der Partei des gegen die Regierung der Mailänder Domherren empörten Guido Orelli (1292). Er unterwarf sich in Angera am 17. Februar 1293[3]
- Carlo Terugio (* um 1625 in Dumenza; † nach 1654 ebenda ?), Künstler, Stuckateur, ab 1654 arbeitete er an den Stuckarbeiten im Chor der Pfarrkirche von Olivone[4]
- Colombano Sozzi (* 14. Juli 1728 (Johann Martin) in Olivone (heute Gemeinde Blenio); † 23. Juni 1803 in Sondrio), Sohn des Pietro Giacomo Aquilino, Benediktiner, Priester, Lehrer am Kolleg und Abt des Klosters Disentis, Pfarrer in Rorschach und Lehrer in Sondrio[5][6][7]
- Domenico Aspari (* 4. August 1745 in Mailand; † 4. April 1831 ebenda), aus Olivone, Maler und Kupferstecher, er besuchte acht Jahre lang in Palermo den Unterricht des Malers und Professors Boldrighi. Während dieser Zeit arbeitete er am herzoglichen Palast. Nach Mailand zurückgekehrt, verlegte er sich auf den Kupferstich und war mehr als dreissig Jahre lang Professor an der Accademia di Belle Arti di Brera[8][9]
- Giovanni Martino Soldati (1747–1831), Chocolatier, Händler, Tessiner Grossrat, Philanthrop
- Vincenzo Dalberti (1763–1849), Priester, Politiker, Staatsrat
- Dionigi Sala (* 1763 in Olivone; † 1797 in Atlantischer Ozean), trat 1782 in die französische Marine, wurde Kapitän und liess sich in Bordeaux nieder. 1792 rüstete er ein Schiff aus und liess sich in Santo Domingo nieder. Die Engländer beraubten ihn seiner Habe; er kehrte in die Armee zurück, wurde aide de camp des Kommandanten Edouville, dann General und Vertreter von San Domingo in der Nationalversammlung; getötet im Kriege gegen die Engländer[10][11]

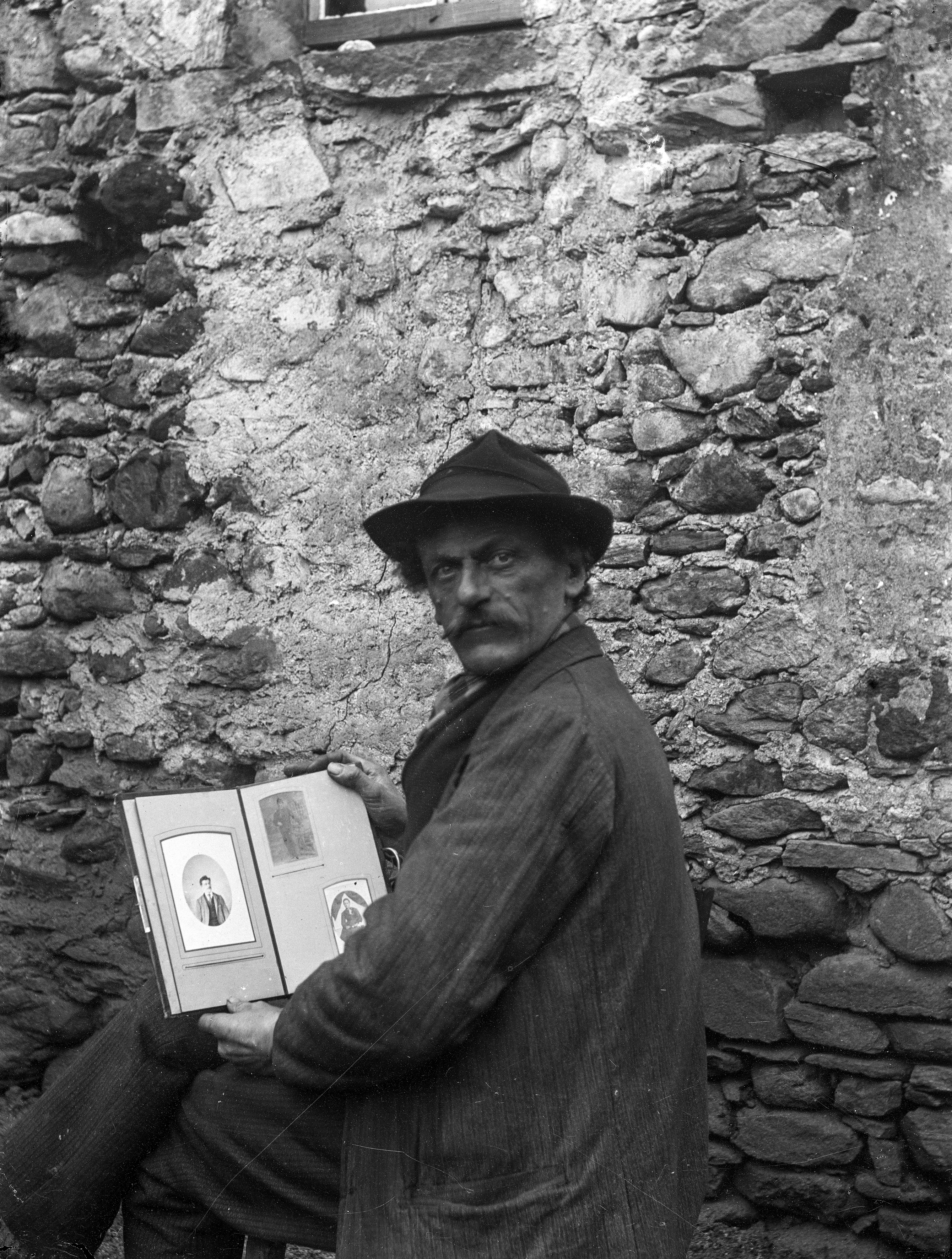
Roberto Dometta: Selbstporträt (ohne Jahr)

- Giovan Battista Sala (* 19. April 1764 in Olivone (heute Gemeinde Blenio); † 30. August 1847 in Giornico), Priester, Pfarrer von Chironico, Tessiner Grossrat[12]
- Carlo Antonio Aspari (* um 1770 in Mailand; † 1834 ebenda), aus Olivone, Sohn des Domenico, er widmete sich der Architektur; nach einem Preis bei einem Wettbewerb der Accademia di Belle Arti di Brera wurde er zum Hilfsprofessor an der königlichen Akademie in Bologna ernannt. In dieser Stadt baute er das Theater der Arena del Sole, das 1810 eröffnet wurde[13][14]
- Antonio Ferriroli (* 11. April 1771 in Olivone; † nach 1821 in Holland ?), Hauptmann in der Regiment Auf der Maur[15]
- Carlo Poglia (1793–1877), Rechtsanwalt, Politiker, Tessiner Grossrat und Staatsrat
- Giacomo Maria Soldati (* 2. Februar 1798 in Olivone; † 1. Dezember 1874 ebenda), Sohn des Giovanni Martino, Politiker, Tessiner Grossrat 1839, einer der Gründer der tessinischen Sparkasse[16]
- Atanasio Donetti (4. Mai 1806 in Corzoneso; † 3. Februar 1880 in Olivone), Priester und Leiter des Pio Istituto in Olivone[17]
- Dionigi Sorgesa (* 25. Mai 1869 in Corzoneso; † 19. Juni 1900 in Nizza), Bildhauer, Maler und Fotograf[18]
- Roberto Donetta (1865–1932), Fotograf

- Familie Bolla  aus Castro TI, seit dem 16. Jahrhundert bezeugt.[19]
  - Johann Antonius Bolla war 1590 Statthalter des Vogts von Blenio, ebenso Johann Jacob Bolla mehrmals zwischen 1622 und 1632.[20]
  - Pietro Bolla (* um 1780 in Castro; † nach 1811 in Olivone), Priester, Pfarrer in Olivone, Tessiner Grossrat von 1808 bis 1813. Am 31. Juli 1811 stimmte er für die Abtretung des südlichen Kanton Tessins am Königreich Italien (1805–1814).[21]
  - Luigi Bolla (1813–1877), Gemeindepräsident von Olivone, Tessiner Grossrat, Staatsrat (Leiter des Justizdepartements), Ständerat
  - Cesare Bolla (1848–1922), Ingenieur, Schulinspektor, Archivar, Politiker, Tessiner Grossrat und Nationalrat
  - Plinio Bolla (1859–1896), Sohn des Luigi, Tessiner Grossrat, Nationalrat und Staatsrat gewählt, verzichtete aber auf das Amt
  - Arnaldo Bolla (1885–1942), Sohn des Plinio, Rechtsanwalt, Notar, Politiker, Gemeindepräsident, Grossrat, Nationalrat und Ständerat
  - Ines Bolla (1886–1953), Tochter des Plinio, Sekundarlehrerin, Journalistin, Mitarbeiterin bei Radio und Zeitungen
  - Fulvio Bolla (1892–1946), Lehrer, Journalist, Politiker (FDP), Tessiner Grossrat und Staatsrat
  - Plinio Bolla (Professor) (1896–1963), Rechtsanwalt, Professor für schweizerisches Zivilrecht an der Universität Pavia, Tessiner Grossrat, Bundesrichter